# Albena
Albena (en búlgar: Албена), és una localitat turística de Bulgària situada a la costa de la mar Negra, a uns 30 km de Varna i de l'aeroport internacional de Varna.
El lloc és especialment conegut per la seva llarga platja de prop de 5 km de llarg i fins a 150 metres d'ample, amb sorra molt fina i neta.
Compta amb 43 hotels moderns (14.900 habitacions) de dues a quatre estrelles que tenen un estil arquitectònic uniforme i únic. Molts dels hotels estan situats a la mateixa platja, exposats al màxim a la llum solar i amb accés directe a la platja i al mar.

## História
Albena és una petita ciutat turística que va ser construïda expressament sobre un terreny buit de la costa búlgara del Mar Negre durant la dècada de 1960.

## Turisme
La ciutat és a prop d'altres zones turístiques, culturals i comercials, i malgrat que sigui una petita ciutat turística, té el seu propi centre, carrers, places i fins i tot transport públic.
El clima és suau i agradable, amb aire net, ric en ozó i amb una humitat òptima de 63-65%.
L'aigua de mar és generalment molt clara, tranquil·la i càlida. La profunditat del mar no supera els 1,6 metres a una distància de fins a 100 a 150 metres de la platja.
La temporada turística s'estén de maig fins a octubre; la temporada alta és de juny fins a mitjans d'agost. La ciutat queda deserta a l'hivern.
A més, hi ha allotjament durant tot l'any en centres de spa i de benestar. S'utilitza exclusivament l'aigua mineral local (hipotermal de 30 °C de temperatura, lleugerament mineralitzada amb calci i magnesi.
Totes les habitacions dels hotels tenen vistes al mar o la Reserva Natural Baltata, un bosc humit dens que està a la vora de la mar.
El complex ofereix als seus visitants nombroses activitats esportives i de recreació, incloent-hi piscines, camps de futbol, pistes de tennis, estadis coberts, camps de golf, bitlles, jet-ski, un lloc eqüestre i molts més. Albena acull nombrosos esdeveniments culturals i conferències.

## Curiositats
La ciutat porta el nom d'un personatge femení d'un conte de l'escriptor búlgar Yordan Yovkov. Albena és un nom femení búlgar.
El 2001, el Comitè Olímpic de Bulgària va decidir que Albena fos el lloc per a la preparació dels atletes per als Jocs Olímpics d'Estiu del 2004, en Atenes.
Es va ficar el seu nom a la Península d'Albena de l'illa Brabant (Antàrtida).